# Postulat (Schweiz)
In der Schweizer Politik ist ein Postulat ein parlamentarischer Vorstoss im Bund, in einem Kanton oder in einer Gemeinde, der die jeweilige Exekutive beauftragt zu prüfen, ob es in einem bestimmten Fall ein Gesetz, einen Beschluss oder eine Massnahme braucht. Ein Postulat kann auch die Ausarbeitung eines Berichts verlangen. Im Kanton Basel-Stadt wird für das Postulat der Begriff Anzug verwendet.
Da mit einem Postulat immer nur die Prüfung eines Anliegens und (noch) nicht die Ausarbeitung eines Gesetzes- oder Beschlussentwurfs oder eine bestimmte Massnahme verlangt werden kann, ist das Instrument schwächer als die Motion, es ist aber nach seiner Annahme (auch als «Überweisung» bezeichnet) durch das Parlament genauso ein verbindlicher Auftrag an die Regierung wie eine angenommene bzw. überwiesene Motion.
Auf Bundesebene wird der Auftrag durch die Bundesversammlung mit Zustimmung von einem der beiden Räte erteilt; er braucht nicht wie im Falle der Motion die Zustimmung beider Räte. Es kann jedes politische Thema Gegenstand eines Postulats sein, während die Motion in der Regel in den Kantonen und Gemeinden (nicht aber im Bund) in Bereichen nicht zulässig ist, in denen die Regierung die abschliessende Kompetenz hat. In den Kantons- und Gemeindeparlamenten kann eine Motion in der Regel durch den Urheber in ein Postulat umgewandelt werden (sogar nur «punktweise», sofern die Motion überhaupt in Punkte gegliedert ist), die Umkehrung dagegen ist nicht gestattet. In den Eidgenössischen Räten besteht diese Möglichkeit seit dem Inkrafttreten des Parlamentsgesetzes vom 13. Dezember 2002 nicht mehr. Dafür kann eine Motion bei ihrer Behandlung durch den zweiten Rat auf Antrag der vorberatenden Kommission oder des Bundesrates mit einer Textänderung zu einem Prüfungsauftrag verändert werden, bleibt aber dabei eine Motion und wird nicht zum Postulat.
Postulate können wie andere politische Vorstösse von jedem Parlamentsmitglied, von jeder Fraktion im Parlament oder von parlamentarischen Kommissionen eingereicht werden. Einmal eingereichte Postulate können weder von den Postulantinnen oder Postulanten noch vom beschliessenden Parlament abgeändert werden. Möglich ist der Rückzug des Vorstosses vor der Abstimmung im Parlament.
Sobald ein Postulat durch das Parlament angenommen bzw. überwiesen worden ist, muss die Regierung dessen Auftrag in einer bestimmten Frist erfüllen. Diese Frist kann durch das Parlament verlängert werden. Ist der Auftrag erfüllt oder soll er ausnahmsweise nicht aufrechterhalten werden, so beschliesst das Parlament die Abschreibung des Postulats.